# شتمة
شتمة بلدية من بلديات دائرة سيدي عقبة بولاية بسكرة ومن أقدم بلديات الجزائر[بحاجة لمصدر]، ووفقا لتصريح الأستاذ فوزي مصمودي (مدير متحف المجاهد العقيد محمّد شعباني بسكرة) والمختصّ في التاريخ فإنّ إنسان شتمة يعتبر ثاني أقدم إنسان بالمنطقة بعد إنسان عين الناقة والذي يعود تاريخه إلى العصر الحجري...

## أصل التسمية
تعريف عام ببلديّة شتمة
بلديّة شتمة من أقدم بلديات القطر الجزائري، ووفقا لتصريح الأستاذ فوزي مصمودي (مدير متحف المجاهد العقيد محمّد شعباني بسكرة) والمختصّ في التاريخ فإنّ إنسان شتمة يعتبر ثاني أقدم إنسان بالمنطقة بعد إنسان عين الناقة والذي يعود تاريخه إلى العصر الحجري.
وبلديّة شتمة تتكوّن من ثلاث قرى عريقة، وهي شتمة القديمة ومقرّ البلديّة، وقريّة الدروع، وقرية سيدي خليل..وقد اعتمدت بلديّة عام 1958 م في عهد الاستعمار الفرنسي.
وتقول الرواية الشعبيّة الشفهيّة أنّ أصل تسميتها (شطّ ماء) حيث ترجمت إلى الفرنسية chetma حيث لا يوجد حرف الطاء في الفرنسيّة، وتمّ ذلك بطبيعة الحال في العهد الفرنسي ثمّ ترجم الاسم ثانية من الفرنسيّة إلى العربيّة بلفظ (شتمة).
أمّا الرواية الثانية فتقول أنّ أصل التسمية هو مشتى الماء، وهو غير بعيد عن الأوّل، وكلا التسميتين فيهما معنى يدلّ على كثرة الماء بهذه المنطقة، وقد صرّح أحد الخبراء الذين زاروا المنطقة أنّ بلديّة شتمة ترقد فوق ثاني أكبر مخزون مائي بالجزائر، لكن لم يتسنّى التأكد من صحّة هذه المعلومة، غير أننا نقول أنّ شتمة بها الكثير من عيون الماء الجارية عذبة ومالحة، لم تنضب منذ مئات السنين على أقلّ تقدير... شتمة بلدية بولاية بسكرة. تقع بلدية شتمة شرق بسكرة وهي اقرب بلدية لبسكرة يحدها شمالا البرانيس وشرقا بلدية الدروع وغربا ولاية بسكرة ومن الجنوب دائرة سيدي عقبة

## قرى البلدية
وبلديّة شتمة تتكوّن من ثلاث قرى عريقة، وهي شتمة القديمة ومقرّ البلديّة، وقريّة الدروع، وقرية سيدي خليل..وقد اعتمدت بلديّة عام 1958 م في عهد الاستعمار الفرنسي.
وتقول الرواية الشعبيّة الشفهيّة أنّ أصل تسميتها (شطّ ماء) حيث ترجمت إلى الفرنسيّة chetma حيث لا يوجد حرف الطاء في الفرنسيّة، وتمّ ذلك بطبيعة الحال في العهد الفرنسي ثمّ ترجم الاسم ثانية من الفرنسيّة إلى العربيّة بلفظ (شتمة).
أمّا الرواية الثانية فتقول أنّ أصل التسمية هو مشتى الماء، وهو غير بعيد عن الأوّل، وكلا التسميتين فيهما معنى يدلّ على كثرة الماء بهذه المنطقة، وقد صرّح أحد الخبراء الذين زاروا المنطقة أنّ بلديّة شتمة ترقد فوق ثاني أكبر مخزون مائي بالجزائر، لكن لم يتسنّى التأكد من صحّة هذه المعلومة، غير أننا نقول أنّ شتمة بها الكثير من عيون الماء الجارية عذبة ومالحة، لم تنضب منذ مئات السنين على أقلّ تقدير...
شتمة بلدية بولاية بسكرة.
تقع بلدية شتمة شرق بسكرة وهي اقرب بلدية لبسكرة يحدها شمالا البرانيس وشرقا بلدية الدروع وغربا ولاية بسكرةومن الجنوب دائرة سيدي عقبة

## السكان
ان سكان شتمة هم سكان الاصليون الشاوية ولعمامرة ’أولاد سويكي ’ لمزاهدية ’أولاد مودع ’الحشاشنة اتحدو وصارو يسمون الشعب البسكري تاتي كلمة الحشاشنةرجال الحشان هل هم اصل ام انتماء
ماكثر ما قيل عن الحشاشنة هم القادمين من صحراء وادي ريغ هم كذلك لتميزهم بغرس الحشان أي الجبار (براعم النخيل) فكان رجال الحشان تعني رجال الجبار وهو الارجح عندناويدهب إلى حد الاعتقاد ان كل من يقطن بوادي ريغ وارتبطت معيشته بالنخلة يسمى حشاني أي ان الحشاشنة انتماء وليس اصل
نمط المعيشة في المنطقة
من النخلة كل شيء
فمن نخل التمر الدي اعتبر مع الحليب أساس المعيشة ومن النخلة حطب الطبخ والتدفئة حيث تسقف البيوت بالسدة عصا الجريد
وبعسف النخلة تصنع المروحة وكدا القبعة والسجادة....الخ

## المأكولات واللباس
المأكولات الأساسية في المنطقة
الكسكس- الكسرة- الزريقة- الجماد- لقرايف مع الحمص المتبل- الرفيس- البركوكش- المردود-* لمرور- الباطوط- الكسرة والدشيشة المقطعات بالحلبة والثوم والشخشوخة ودوبارة فول...الخ
لباس أهل المنطقة
الرجال/ القندورة- البرنوس- السروال الصحراوي
ولتغطية الراس يستعمل الشاش

## الرياضة
لا تمتلك البلدية نادي قوي ولكنهم يشجعون نادي اتحاد اتحاد بسكرة الذي يقبع في القسم الثالث والذي تاهل مرة إلى القسم الأول 

### المركب الرياضي
غالبا ما تقام العاب رياضية وبطولات وحتى مقابلات ودية أي بين أولاد الشوارع ودائما ما يكون الفوز على يد حارة المعلمين الهداف والمدافع احمد نويجي مما يجعلهم قبلة إلى البلديات الأخرى نذكر منها ولاية بسكرة بلدية المزيرعة وقد لعب أحد هؤلاء في المنتخب الوطني للشباب

## المدارس التعليمية
تمتلك شتمة 3 ابتدائيات 3 متوسطات وثانويتين تسمى ثانوية مودع الهاشمي
وثانوية سويكي عبد القادر حيث احرزت المركز الأول في شعبة التسيير والاقتصاد على مستوى الولاية خاصة العام القادم

## الحيوانات
تمتلك بلدية شتمة حيوانات اليفة منها:
الأغنام والجمال والطيور الاليفة والأرانب والقطط والكلاب 
ومن الحيوانات البرية نجد:
الخنزير البري والضبي المنقط والجربوع والعقارب والذئابوبعض الافاعي الخطيرة ولنواع الطيور النادرة 